# Метеорный поток

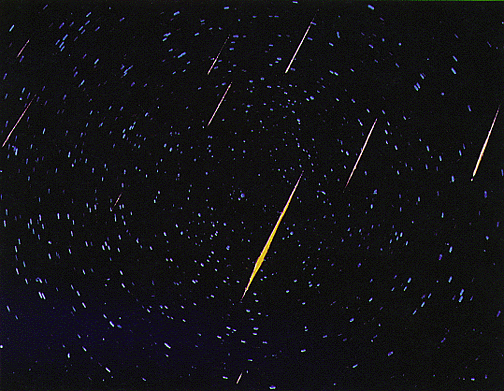
Метеорный поток Леониды. 1966 год

Метео́рный пото́к (звездопад, звёздный дождь, англ. meteor shower) — совокупность метеоров, порождённых вторжением в атмосферу Земли роя метеорных тел.

## Описание

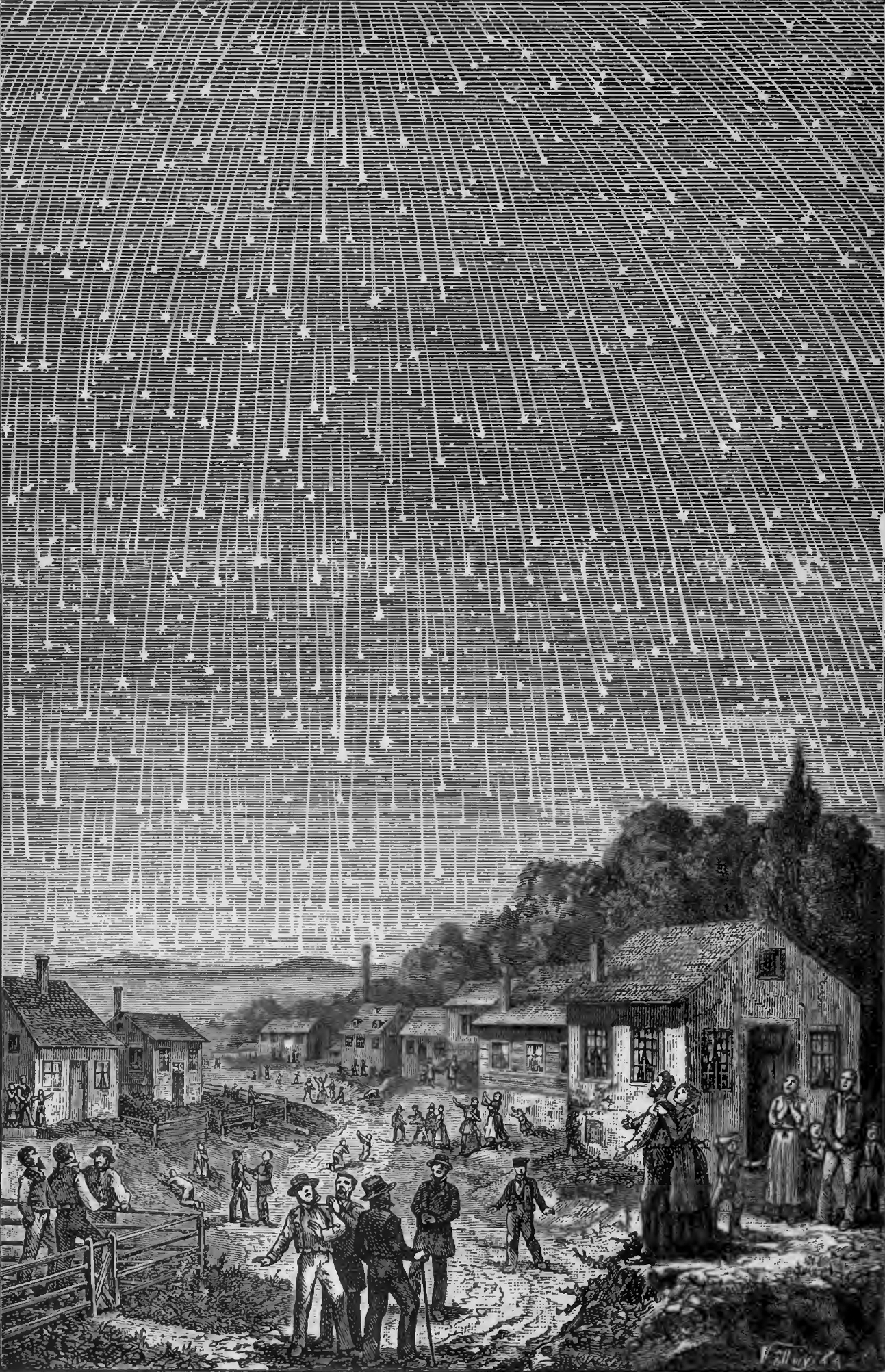
Метеорный поток Леониды в 1833 году

Чаще всего звёздным или метеорным дождём называют метеорный поток большой интенсивности (с зенитным часовым числом более тысячи метеоров в час).
Поскольку метеорные рои занимают чётко определённые орбиты в космическом пространстве, то, во-первых, метеорные потоки наблюдаются в строго определённое время года, когда Земля проходит точку пересечения орбит Земли и роя, а во-вторых, радианты потоков при этом оказываются в строго определённой точке на небе. По созвездию, в котором расположен радиант:90, или по ближайшей к радианту звезде метеорный поток и получает своё название.

Анимация одиночного метеора

Орбиты некоторых метеорных роёв очень близки к орбитам существующих или существовавших в прошлом комет и, по мнению учёных, образовались в результате их распада. Например, Ориониды и эта-Аквариды связаны с кометой Галлея.
Астрономами было зарегистрировано около тысячи метеорных потоков. Однако с развитием автоматизированных средств наблюдений звёздного неба количество их сократилось. На настоящий момент имеют подтверждение 64 метеорных потока, ещё более 300 ожидают подтверждения.
Не следует путать понятия метеорный поток и метеоритный дождь. Метеорный поток состоит из метеоров, которые сгорают в атмосфере и не достигают земли, а метеоритные дожди — из метеоритов, которые падают на землю.
Раньше не отличали первые от вторых и оба эти явления называли «огненный дождь», пока не началось активное их изучение.

При прохождении Земли через метеорный поток, пополненный новым кометным веществом, наблюдается метеорный дождь, при этом интенсивность метеорного потока увеличивается в 10 000 раз по сравнению с «фоном», когда в атмосферу Земли входит около 10 метеороидов в час. Знаменитые метеорные дожди связаны с метеорным потоком Леониды. Они наблюдались в 1833 и 1966 году.

## Исследования в XXI веке
В начале 2000-х гг. была завершена обработка наблюдавшегося с помощью метеорного радара Казанского государственного университета в течение многих лет притока метеорного вещества. Была применена квазитомографическая компьютерная технология, разработанная в этом университете. Исследовались микропотоки с интенсивностью более 4 метеоров в сутки. Были построены карты распределения по северной небесной полусфере радиантов микропотоков с разрешением два градуса на два градуса и определены параметры их орбит. Возможности технологии проиллюстрированы на примере метеорного потока Дневные Ариетиды. Показано, что они представляют собой не один рой, а ассоциацию роёв с наклонениями, меняющимися от 15 градусов до 40 градусов. Диапазон изменения координат перигелия этой ассоциации оказался близок диапазону координат перигелия комет семейства Марсдена.

## Современная активность интенсивных потоков
Ниже графически представлены периоды активности некоторых визуальных метеорных потоков по прогнозу на 2025 год, в скобках — зенитное часовое число: